# Pieter Janssens Elinga

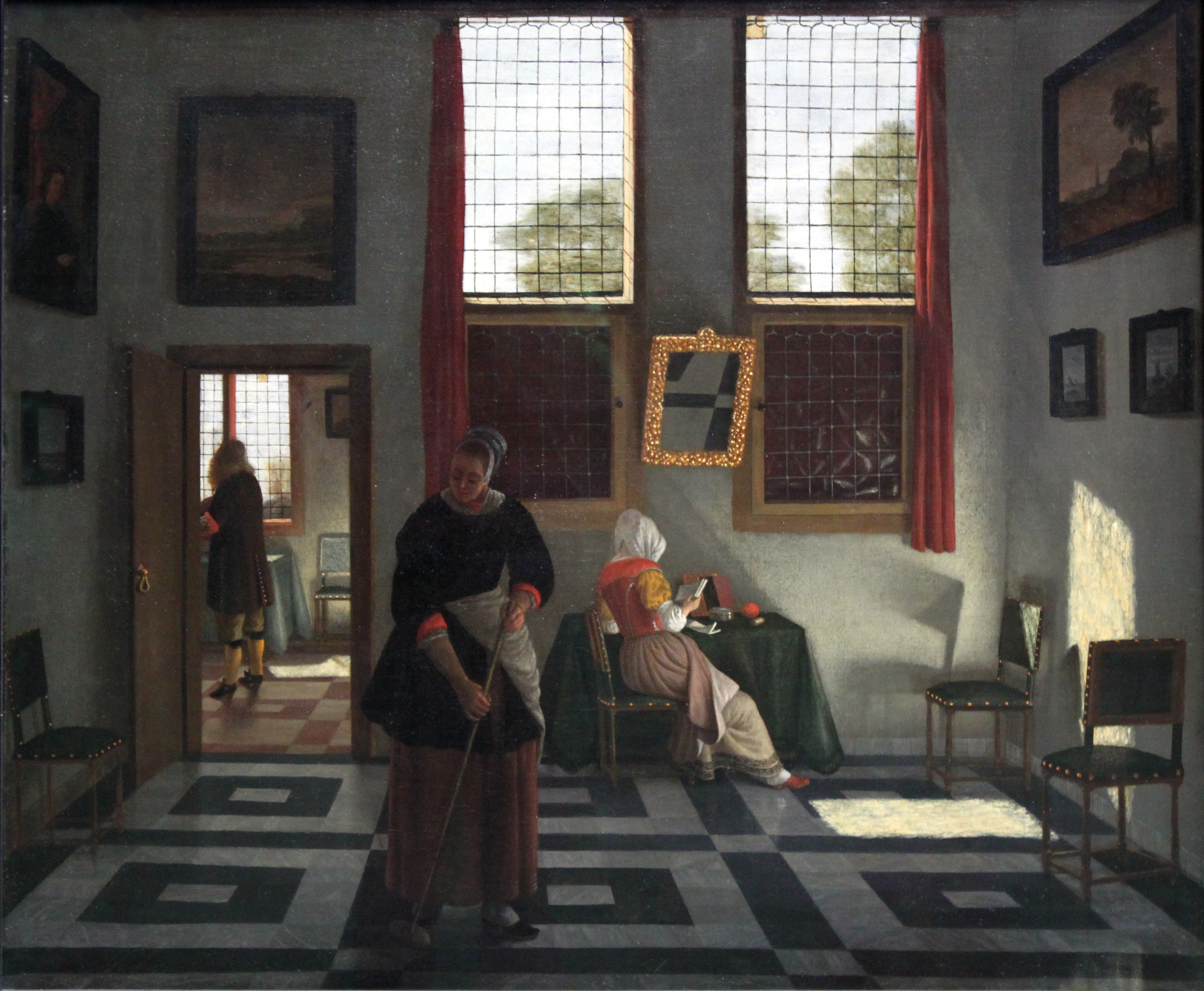
Interiér s malířem, čtoucí dámou a služkou, 1668, Städel Museum, Frankfurt

Pieter Janssens Elinga (1623 Bruggy – 1682 Amsterdam) byl malířem tzv. nizozemského zlatého věku malířství. Maloval převážně domácí interiérové scény se silným důrazem na obdélníkové geometrické prvky oken, obkladů a dalších prvků. Namaloval také několik žánrových obrázů a obrazů zátiší.

## Biografie
Narodil se v Bruggách jako syn Gisbrechta Janssensa, který ho pravděpodobně učil malovat. Když se v roce 1653 přestěhoval do Rotterdamu, změnil své jméno na Elingu. V roce 1657 se přestěhoval do Amsterdamu, kde pravděpodobně zemřel. Poslední zmínka o něm je z roku 1657, kdy v Amsterdamu zaplatil daň z hlavy. Jeho žena je tam registrovaná v notářsky ověřeném dokumentu jako vdova v roce 1682. Elinga byl následovník Pietera de Hooche a Willema Kalfa. 

## Odkaz
Nejznámější je dnes svými obrazy ve stylu perspektivní box. Ze šesti známých takových obrazů se neporušený dochoval pouze jeden. Je vystaven v Bredius muzeu v Haagu. Perspektivní boxy byly obrazy, kde umělec experimentoval se světlem, architektonickými elementy a camerou obscurou. Samuel van Hoogstraten namaloval také jeden, je na výstavě v National Gallery.

## Externí odkazy

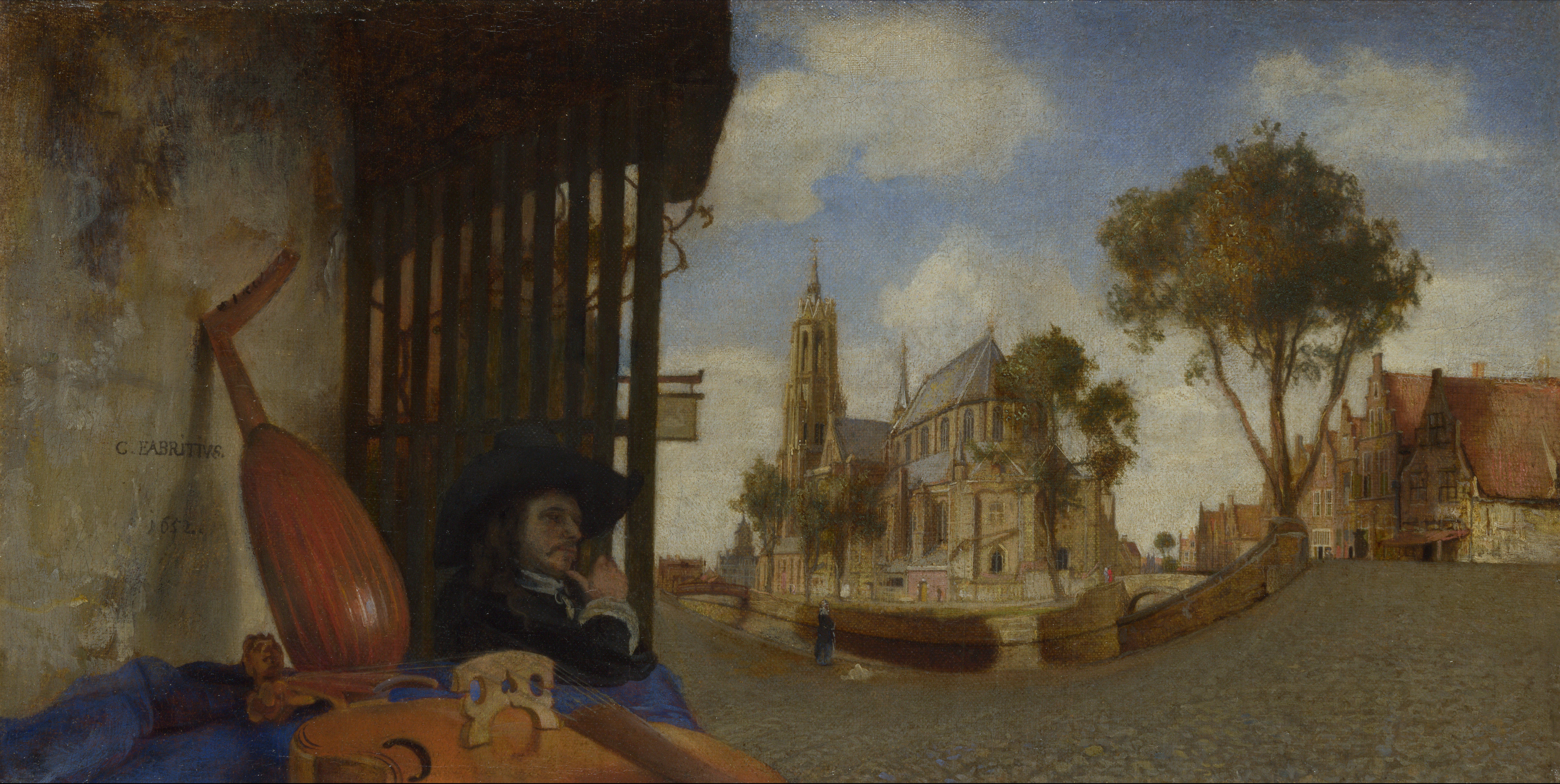
Pohled na Delft,vzhledem k velikosti a zkreslené perspektivě, tento malý obraz View of Delft Sod Carela Fabritiuse byl považován za původně součást boxu s perspektivou.